# ベオグラード・フィルハーモニー管弦楽団
ベオグラード・フィルハーモニー管弦楽団（ベオグラード・フィルハーモニーかんげんがくだん、セルビア語: Београдска филхармонија, ラテン文字転写例:Beogradska filharmonija, Belgrade Philharmonic Orchestra）は、セルビアのベオグラードを本拠に活動するオーケストラである。

## 沿革・概要
1923年にセルビアの作曲家で指揮者のステヴァン・フリスティッチが設立し、同年4月28日に最初の演奏会がフリスティッチの指揮で行われた。ユーゴスラビア随一のオーケストラとして、1960年代までには名声を得たが、1990年代のユーゴスラビア紛争でオーケストラは国外への演奏旅行ができず、多くの団員が去り、演奏活動が出来なくなった。
2000年にセルビアの首都のオーケストラとして再編される。団員の刷新も行われ、コンサート・ホールも再建された。 また、ズビン・メータ、サラ・チャンやナイジェル・ケネディなどの世界的なアーティストを招いて演奏会を行った。なお、2002年には国際協力機構（JICA）の「ベオグラード交響楽団機材整備計画」により楽器購入のための資金協力が実施されている。
しかし、オーケストラは再び財政的に困窮した。さらなる資金獲得のために、2009年から冠婚葬祭のために依頼があれば演奏を請け負うようになった。これについては賛否両論があったが、若い世代からは支持を得ている。

## 歴代首席指揮者
- ステヴァン・フリスティッチ（1923年 - 1936年）
- ロヴロ・フォン・マタチッチ（1936年 - 1939年）
- オスカー・ダノン（1944年 - 1951年）
- クレシミル・バラノヴィッチ（1951年 - 1961年）
- ジヴォイン・ズドラフコヴィチ（1961年 - 1978年）
- アンゲル・シュレフ（1978年 - 1979年）
- アントン・コラー（1979年 - 1981年）
- ヨヴァン・シャイノヴィチ（1983年 - 1989年）
- ヴァシリー・シナイスキー（1990年 - 1991年）
- エミル・タバコフ（1994年 - 1999年）
- ウロシュ・ラヨヴィチ（2001年 - 2006年）
- ドリアン・ウィルソン（2006年 - 2007年）
- ムハイ・タン（2010年 - 2015年）
- ガブリエル・フェルツ（2017年 - ）